# Aéroport d'Omsk
L'aéroport d'Omsk-Centralniy (code IATA : OMS • code OACI : UNOO) dessert la ville d'Omsk (en russe : Омск) en Russie.

## Situation

### Carte des aéroports russes
| \| 50 km1:1 791 000 \| Koursk Abakan Anapa Pskov Arkhangelsk Astrakhan Barnaoul Belgorod Blagoveshchensk Bratsk Grozny Guelendjik Iakoutsk Iékaterinbourg Ijevsk Ioujno-Sakhalinsk Irkoutsk Kaliningrad Kazan Kemerovo Khabarovsk Khanty-Mansiïsk Krasnodar Krasnoïarsk Magadan Magnitogorsk Makhachkala Mineralnye Vody Mirny Moscou · SVO Moscou · DME Moscou-VKO Mourmansk Narian-Mar Nijnekamsk Nijnevartovsk Nijni Novgorod Noïabrsk Alykel Novokouznetsk Novossibirsk Novy Ourengoï Omsk Orenbourg Oufa Oulan-Oude Oulianovsk Perm Petropavlovsk-Kamtchatski Rostov · sur-le-Don Sabetta Saint-Pétersbourg Salekhard Samara Saratov Simferopol Sotchi Sourgout Stavropol Kyzyl Syktyvkar Tcheliabinsk Tchita Tioumen Tomsk Vladivostok Volgograd Voronej |
| 50 km1:1 791 000 |

## Compagnies aériennes et destinations

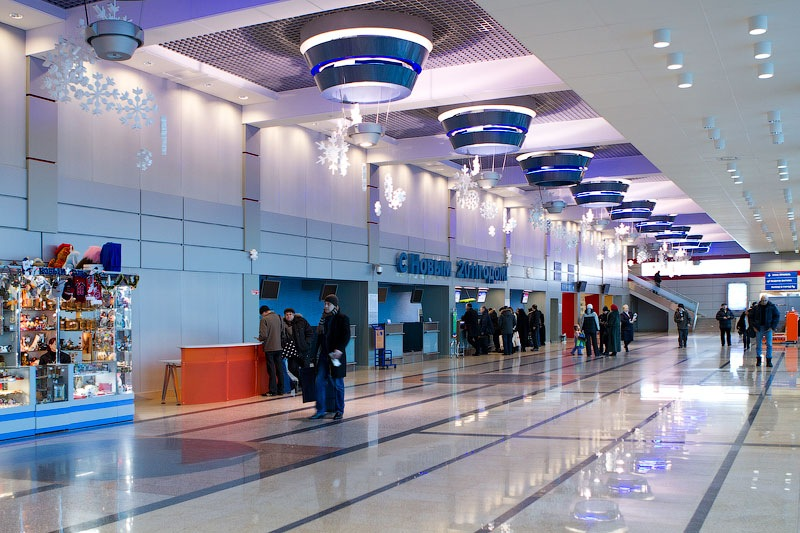
Zone d'enregistrement du terminal de l'aéroport d'Omsk

| Compagnies         | Destinations |
| ------------------ | --- |
| Aeroflot           | Moscou Chérémétiévo, Saint-Pétersbourg-Poulkovo En saison : Simféropol En saison charter : Larnaca                     |
| Air Astana         | Noursoultan |
| AtlasGlobal        | En saison charter : Antalya                                                                                            |
| Azimuth            | Moscou-Vnoukovo |
| Azur Air           | En saison charter : Antalya, Bourgas, Enfidha-Hammamet                                                                 |
| Ellinair           | En saison charter : Thessalonique-Makedonía                                                                            |
| IrAero             | Irkoutsk, Krasnoïarsk-Iémélianovo, Moscou-Domodédovo En saison : Anapa, Guelendjik, Krasnodar-Pashkovsky, Sotchi-Adler |
| KrasAvia           | Krasnoïarsk-Iémélianovo, Oufa                                                                                          |
| Nordwind Airlines  | En saison charter : Héraklion-N. Kazantzákis, Simféropol                                                               |
| Red Wings Airlines | En saison : Simféropol, Sotchi-Adler                                                                                   |
| Royal Flight       | En saison charter : Antalya, Pattaya U-tapao                                                                           |
| S7 Airlines        | Moscou-Domodédovo, Novossibirsk-Tolmatchevo                                                                            |
| Ural Airlines      | Moscou-Domodédovo, Simféropol                                                                                          |
| UTair Aviation     | Sourgout |
| Yakutia Airlines   | En saison : Anapa, Iakoutsk                                                                                            |

Édité le 28/04/2018

## Statistiques
Le graphique qui aurait dû être présenté ici ne peut pas être affiché car il utilise l'ancienne extension Graph, désactivée pour des questions de sécurité. Des indications pour créer un nouveau graphique avec la nouvelle extension Chart sont disponibles ici.

Voir la requête brute et les sources sur Wikidata.

## Accidents d'avion
- 12 janvier 2002 : Un Tupolev Tu-204 de la compagnie S7 Airlines transportant 145 passagers glisse sur une piste enneigée après que les moteurs furent tombés en panne au cours de l’approche finale. Aucun blessé.